# Kingston Park
Kingston Park är en ort i Australien. Den ligger i kommunen Marion och delstaten South Australia, omkring 14 kilometer sydväst om delstatshuvudstaden Adelaide.
Runt Kingston Park är det tätbefolkat, med 591 invånare per kvadratkilometer.. Närmaste större samhälle är Adelaide, omkring 14 kilometer nordost om Kingston Park.
Genomsnittlig årsnederbörd är 729 millimeter. Den regnigaste månaden är juni, med i genomsnitt 133 mm nederbörd, och den torraste är december, med 21 mm nederbörd.